# كيفن يونغ (لاعب كرة سلة مواليد 1990)
كيفن يونغ (بالإنجليزية: Kevin Young) مواليد 24 يونيو 1990 في ريفرسايد، هو لاعب كرة سلة بورتوريكي. بدأ مسيرته الاحترافية في سنة 2013. يلعب في دوري بورتوريكو لكرة السلة. يحمل الرقم 40. يبلغ طوله 6 قدم 8 بوصة (2.0 م).

## المسيرة الاحترافية
لعب مع بروجوس دي جواياما في سنة 2014، ثم لعب مع هاليفاكس رينمين في موسم 2014–2015، ثم لعب مع بروجوس دي جواياما في سنة 2015، ثم لعب مع مين ريد كلوز في موسم 2015–2016.

## روابط خارجية
- كيفن يونغ على موقع الاتحاد الدولي لكرة السلة (الإنجليزية)
- كيفن يونغ على موقع كرة السلة الأوروبية.كوم (الإنجليزية)
- كيفن يونغ على موقع كلية كرة السلة في سبورتس رفرنس.كوم (الإنجليزية)
- كيفن يونغ على موقع ريلجم (الإنجليزية)
- كيفن يونغ على موقع بروبوليرز (الإنجليزية)
- كيفن يونغ على موقع سبورتس رفرنس (الإنجليزية)